# العلاقات التشيكية السيشلية
العلاقات التشيكية السيشلية هي العلاقات الثنائية التي تجمع بين التشيك وسيشل.

## مقارنة بين البلدين
هذه مقارنة عامة ومرجعية للدولتين:
| وجه المقارنة                                              | التشيك                                                                            | سيشل                                                |
| --------------------------------------------------------- | --------------------------------------------------------------------------------- | --------------------------------------------------- |
| المساحة (كم2)                                             | 78.87 ألف                                                                         | 459                                                 |
| عدد السكان (نسمة)                                         | 10.52 مليون                                                                       | 95.84 ألف                                           |
| الكثافة السكانية (ن./كم²)                                 | 133.38                                                                            | 20.88 ألف                                           |
| العاصمة                                                   | براغ                                                                              | فيكتوريا                                            |
| اللغة الرسمية                                             | اللغة التشيكية                                                                    | لغة فرنسية، لغة إنجليزية، اللغة الكريولية السيشيلية |
| العملة                                                    | كرونة تشيكية، كرونة تشيكوسلوفاكية                                                 | روبية سيشلية                                        |
| الناتج المحلي الإجمالي (بليون دولار)                      | 215.73 مليار                                                                      | 1.49 مليار                                          |
| الناتج المحلي الإجمالي (تعادل القوة الشرائية) بليون دولار | 356.15 مليار                                                                      | 2.54 مليار                                          |
| الناتج المحلي الإجمالي الاسمي للفرد دولار أمريكي          | 17.55 ألف                                                                         | 15.48 ألف                                           |
| الناتج المحلي الإجمالي للفرد دولار أمريكي                 | 31.19 ألف                                                                         | 26.42 ألف                                           |
| مؤشر التنمية البشرية                                      | 0.878                                                                             | 0.772                                               |
| رمز المكالمات الدولي                                      | +420                                                                              | +248                                                |
| رمز الإنترنت                                              | .cz                                                                               | .sc                                                 |
| المنطقة الزمنية                                           | ت ع م+01:00، ت ع م+02:00، توقيت وسط أوروبا، توقيت وسط أوروبا الصيفي، أوروبا/براغ ‏ | ت ع م+04:00                                         |

## منظمات دولية مشتركة
يشترك البلدان في عضوية مجموعة من المنظمات الدولية، منها:
| علم المنظمة | اسم المنظمة                               | تاريخ انضمام التشيك | تاريخ انضمام سيشل |
| ----------- | ----------------------------------------- | ------------------- | ----------------- |
|             | مؤسسة التمويل الدولية                     | 1993                | 11 يونيو 1981     |
|             | منظمة حظر الأسلحة الكيميائية              | ?                   | 29 أبريل 1997     |
|             | الأمم المتحدة                             | 19 يناير 1993       | 21 سبتمبر 1976    |
|             | الاتحاد الدولي للاتصالات                  | 1993                | 17 سبتمبر 1999    |
|             | منظمة الشرطة الجنائية الدولية             | ?                   | 1 سبتمبر 1977     |
|             | البنك الدولي للإنشاء والتعمير             | 1993                | 29 سبتمبر 1980    |
|             | الاتحاد البريدي العالمي                   | ?                   | ?                 |
|             | المركز الدولي لتسوية المنازعات الاستشارية | 22 أبريل 1993       | 19 أبريل 1978     |
|             | وكالة ضمان الاستثمار متعدد الأطراف        | 1993                | 15 سبتمبر 1992    |
|             | يونسكو                                    | 22 فبراير 1993      | 18 أكتوبر 1976    |
|             | الفريق المعني برصد الأرض                  | ?                   | ?                 |

## وصلات خارجية
- موقع وزارة الخارجية التشيكية